# The Black Halo
The Black Halo es el séptimo álbum de la banda Kamelot, en el que relata la segunda parte de la obra dramática Fausto de Goethe. Fue lanzado y distribuido en 2005 por SPV. Producido por Roy Khan y Thomas Youngblood y editado por Sascha Paeth y Miro. Este álbum es la secuela de su anterior trabajo, Epica.

## Personajes
- Ariel (Roy Khan)
- Helena (Youngblood)
- Mephisto (Shagrath)
- Marguerite (Simone Simons)

## Lista de canciones
1. "March of Mephisto" - 5:29 (con la colaboración de Shagrath y Jens Johansson)
2. "When the Lights are Down" - 3:41 (con Jens Johansson)
3. "The Haunting (Somewhere in Time)" - 5:40 (con Simone Simons)
4. "Soul Society" - 4:17
5. "Interlude I - Dei Gratia" - 00:57
6. "Abandoned" - 4:07
7. "This Pain" - 3:59
8. "Moonlight" - 5:10
9. "Interlude II - Un Assassinio Molto Silenzioso" - 00:40
10. "The Black Halo" - 3:43
11. "Nothing Ever Dies" - 4:45
12. "Memento Mori" - 8:54
13. "Interlude III - Midnight/Twelve Tolls For a New Day" - 1:21
14. "Serenade" - 4:32

Edición limitada
1. "The Haunting (radio edit)" - 3:32
2. "March of Mephisto (radio edit)" - 3:41

Edición limitada para Japón
1. "Epilogue" - 2:46
2. "Soul Society (radio edit)" - 3:52

- Datos: Q1753205